# TOCA Touring Car Championship
TOCA Touring Car Championship (llamado TOCA Championship Racing en Norteamérica) es un videojuego de carreras con licencia de los organizadores de la serie TOCA, y desarrollado y publicado por Codemasters para las plataformas PlayStation y Microsoft Windows en 1997-1998. Codemasters lo relanzó para Game Boy Color en 2000. Fue la primera entrada en la serie homónima y fue seguida por TOCA 2 Touring Cars en 1998. El jugador toma el control de un piloto que corre para uno de los ocho equipos de trabajo que disputaron el British Touring Car Championship de 1997 contra quince IA competidores en uno de los nueve circuitos del campeonato. Un modo de campeonato está disponible para los jugadores con el objetivo de ganar puntos para seguir compitiendo y desbloquear nuevas funciones.
El desarrollo del juego comenzó en 1996 y continuó durante los siguientes dieciocho meses en los que Codemasters trabajó en estrecha colaboración con el organizador del British Touring Car Championship TOCA para recrear fielmente la serie en el mundo virtual. El juego cuenta con el expiloto de carreras Tiff Needell como comentarista. La recepción fue en general positiva y los críticos elogiaron la jugabilidad y la emoción que le dio al jugador. El juego fue un éxito comercial con 600,000 copias vendidas en Europa en los primeros seis meses de su lanzamiento y ocupó el tercer lugar en las listas de videojuegos del Reino Unido.

## Jugabilidad

### PlayStation y PC
El jugador compite contra quince IA competidores para uno de los ocho equipos de trabajo (cada equipo tiene dos pilotos que compiten por ellos). Participan en uno de los nueve circuitos que componen el campeonato. Los vehículos en el juego son autos super touring de los cuales el jugador puede seleccionar la configuración de caja de cambios como automática o  manual. Se puede acceder a tres tipos de vistas: una vista trasera de primer plano de forma remota desde el automóvil, una perspectiva desde el compartimiento del motor y una vista interna desde el compartimiento de pasajeros. Seleccionar un coche coloca al jugador en la posición del primer conductor nombrado para cada equipo. El nombre de ese conductor no aparecería en la carrera y en su lugar aparecería el nombre del jugador. TOCA Touring Car Championship ofrece varios modos de juego: Un fin de semana de carrera consta de una sesión de calificación y la carrera principal. El jugador puede elegir comenzar el evento eligiendo cualquiera de estos eventos. La sesión de calificación ofrece al jugador tres vueltas para registrar el tiempo de vuelta más rápido posible para una mejor posición en la parrilla. Si el jugador se salta la sesión de calificación, el competidor debe comenzar desde la parte trasera del campo.
Multijugador permite que hasta dos jugadores en la versión PlayStation u ocho jugadores en la versión para PC puedan jugar en pantalla dividida o LAN. Una sola carrera le permite al jugador competir con un coche y un circuito predefinidos. El jugador puede establecer el número de vueltas, el clima y el nivel de dificultad, y puede decidir jugar el juego en modo multijugador, por lo que todos los participantes pueden optar por otorgar un aumento de velocidad al jugador perdedor. Al comienzo del juego, solo hay dos circuitos disponibles; los demás se desbloquean al progresar en el modo campeonato. El modo campeonato ofrece al jugador la oportunidad de participar en el British Touring Car Championship. Se organiza en doce encuentros de carrera de dos vueltas cada uno. El jugador puede elegir cuánto dura la temporada. A diferencia de la versión PAL del juego, la versión estadounidense del juego tiene una opción de "dificultad" (estándar/experto) para el modo campeonato. Cada ronda consta de una sesión de calificación y la carrera principal. Se requiere que el jugador gane 20 puntos para continuar compitiendo en el campeonato. No obstante, cualquier conducta antideportiva es sancionable con una advertencia en pantalla. Los puntos se deducen en una escala gradual después de que el jugador haya recibido tres advertencias. Si obtiene seis de estas advertencias, el jugador será descalificado de la carrera. Las copas se otorgan al jugador en función de su desempeño y permiten desbloquear circuitos adicionales, autos ocultos y códigos de trucos. La contrarreloj consiste en que el jugador registra el tiempo de vuelta más rápido posible con esa persona seleccionando las condiciones climáticas. Una vez que se ha establecido un tiempo de referencia, se materializa un coche fantasma, lo que incita al jugador a mejorar aún más la mejor vuelta anterior. Durante el período de funcionamiento del juego, los jugadores podían publicar sus tiempos de vuelta en el sitio web de Codemasters y compararse con los demás.

### Game Boy Color
La versión de Game Boy Color ofrece un sistema de juego diferente, debido a las limitaciones técnicas de la plataforma. El juego muestra una vista isométrica 3D típica de los juegos de la consola. Los modos de campeonato y contrarreloj no se modifican, aunque solo se inscribe un coche por equipo en la carrera. El modo de carrera simple le permite al jugador establecer opciones que son más restringidas que las versiones de PlayStation y Windows. Todos los circuitos del juego se desbloquean desde el principio, sin necesidad de que el jugador tenga que pasar por el modo campeonato para desbloquearlos. El modo multijugador ofrece la posibilidad de que ocho jugadores compitan por turnos.

## Desarrollo
Codemasters comenzó a desarrollar TOCA: Touring Car Championship en 1996 y tardó dieciocho meses en completarse. El equipo, dirigido por Gavin Raeburn, estaba formado por veintiséis programadores que trabajaron seis días a la semana a razón de catorce horas diarias durante las etapas finales del desarrollo del juego. Con la licencia de TOCA, el organizador del Campeonato Británico de Turismos, Codemasters trabajó con la empresa para reproducir fielmente las características del campeonato; los nombres y equipos de la serie, coches con capacidades más o menos iguales, y roces y choques en las curvas. Los diseñadores también representaron con precisión los autos de carreras, mostrando los patrocinadores de los equipos y las vallas publicitarias presentes en cada circuito. Para modelar de manera realista los autos de la vida real, cada uno fue escaneado con láser con una precisión de un cuarto de milímetro. Estos fueron texturizados bajo varias condiciones, dependiendo de si estaban dañados o intactos. Además, los diseñadores gráficos se beneficiaron de los levantamientos topográficos del Ordnance Survey, un departamento no ministerial del gobierno del Reino Unido responsable del mapeo del Reino Unido, para modelar los circuitos Estos también son desde diferentes ángulos de visión y cada circuito fue fotografiado antes de ser modelado en 3D. Así, el motor de juego permite al jugador, como Destruction Derby, salir de la pista y visitar los alrededores del circuito. El juego se ejecuta a una velocidad de fotogramas de veinticinco fotogramas por segundo, detallada con 3,000 polígonos. En la versión para PC, Codemasters admitió que la no inclusión de una tarjeta aceleradora 3D dañó mucho los gráficos del juego. En la versión en inglés, el expiloto de carreras Tiff Needell proporciona comentarios. El juego se lanzó en Europa en noviembre de 1997 y en otras regiones lo siguieron en 1998.
En 1999, Codemasters y la publicadora THQ anunciaron la preparación de un puerto del juego para Game Boy Color en septiembre, pero la fecha de lanzamiento se pospuso más tarde. En la Electronic Entertainment Expo 2000 en Los Ángeles, los desarrolladores de Spellbound Software y Codemasters presentaron oficialmente el port de TOCA Touring Car Championship para la consola portátil de Nintendo.

### Promoción
En el mes anterior al lanzamiento del juego, Codemasters invitó a unos cuarenta periodistas de toda Europa al circuito de carreras de Brands Hatch en el condado inglés de Kent. Se trataba de introducirlos para descubrir cómo era el juego y demostrar el realismo de la simulación que contenía. Así, los periodistas pudieron experimentar las sensaciones en la consola. Previamente, los competidores del Campeonato Británico de Fórmula Ford los condujeron en automóviles de pasajeros BMW y luego se les dio la oportunidad de conducir varios vehículos monoplaza Formula Vee. Luego ejecutaron slaloms en un auto de carreras mientras intentaban no dejar caer una pelota colocada en un contenedor que estaba sujeto al capó. Los periodistas finalmente probaron el "TOCA Touring Car Championship" en condiciones de simulación óptimas sentados en un asiento de cubo, que estaba cerca de una pantalla de televisión gigante y un volante.

## Recepción

### Reseñas
TOCA Touring Car Championship recibió reseñas favorables en ambas plataformas según el sitio web agregador de reseñas GameRankings. La revista británica Edge afirmó que en el momento de su lanzamiento, no había otro videojuego de carreras de PlayStation que "alcanzara tal nivel de jugabilidad y pura emoción", juzgando que el La calidad de los gráficos es el único punto negativo del juego. Ryan MacDonald de GameSpot escribió que TOCA Touring Car Championship tiene "la increíble jugabilidad y los gráficos de Gran Turismo, mientras teniendo daños realistas en los autos Destruction Derby", y demuestra ser "uno de los mejores juegos de carreras", y también uno de los más divertidos. En la prensa de juegos francesa, la revista mensual "Player One" fue más crítica y consideró que el juego no era estrictamente divertido, pero sintió que se volvía interesante cuando se jugaba el modo campeonato. Official UK PlayStation Magazine dijo que el juego era realista y divertido de jugar. Escribieron que "los gráficos son rápidos, detallados y generosamente salpicados de efectos limpios, y el sonido se encuentra entre los mejores para adornar un simulador de carreras". Finalmente, la revista Consoles + tuvo la misma opinión, señalando en particular que la efectividad del modo de dos jugadores era pobre debido a la acción trepidante del juego.
Para el port del juego para PC, Ed Lomas de la revista Computer and Video Games elogió las carreras como "las más emocionantes en cualquier juego para PC y Playstation", aunque encontró el juego un poco "aburrido" en comparación con V-Rally y Formula 1 97. David Wildgoose, del mensual australiano PC PowerPlay, calificó a TOCA Touring Car Championship como el "segundo mejor juego de carreras de todos los tiempos" detrás del juego de MicroProse Grand Prix 2 de 1996 pero no le gustó la dimensión arcade del juego. Jaz Rignall de IGN escribió sobre su apreciación de "un juego agradable que ofrece todo lo que un juego de carreras debería ofrecer: desafío, emoción y entretenimiento". En cuanto a la publicación francesa Génération 4, estimó que "TOCA marca especialmente por la originalidad de su temática" y la consideró más realista en términos de control que Screamer Rally, estrenada en PC el mismo año.
Con respecto al puerto de Game Boy Color de TOCA Touring Car Championship, el crítico de la publicación inglesa Total Advance consideró el juego como "la mejor experiencia de conducción que se puede encontrar, a menos que compre su auto propio" y lo aplaudió como "la flor y nata de los juegos de carreras en GBC". Disfrutó especialmente de la vista isométrica que se proporciona al jugador. Jeuxvideo.com lo elogió como "un muy buen juego [...] que hace justicia a la Game Boy ya la serie de TOCA". El sitio web francés dio la bienvenida a la longevidad del campeonato y los modos de ocho jugadores y creía que mostraba que su realismo estaba mejor representado en Game Boy Color.

### Ventas
TOCA Touring Car Championship fue lanzado con un éxito comercial. En la primera mitad de 1998, la versión de PlayStation vendió 600,000 copias en Europa, y ocupó el tercer lugar en las listas oficiales de videojuegos del Reino Unido.

### Premios
En el festival Milia de 1999 en Cannes, la versión de PlayStation se llevó a casa un premio "Oro" por ingresos superiores a 21 millones de euros en la Unión Europea durante el año anterior. La versión para PC fue nominada para el premio "Mejor juego de carreras del año" en los premios Best of 1998 de IGN, que fueron para Powerslide.

## Legado
Como se publicó unos meses antes de Gran Turismo, los críticos consideran que "TOCA Touring Car Championship" es un precursor de los videojuegos de carreras de simulación de automóviles, a pesar de que se lo considera gráficamente inferior al juego Ridge Racer de 1994. El juego fue la primera entrega de una serie homónima que fue seguida por TOCA 2 Touring Cars en 1998. El motor de juego de TOCA Touring Car Championship también sirvió como base para el diseño del videojuego de rally Colin McRae Rally de 1998. Esta producción, que resultó ser un éxito de crítica y público, se caracteriza por una banda sonora y gráficos similares a su antecesora. Su éxito condujo a la producción de una serie homónima, que duró veinte años.